# Muscle Museum
Singles de Muse
Cave
(1999) Sunburn
(2000)
Pistes de Showbiz
Sunburn
(1) Fillip
(3)
Muscle Museum est une chanson du groupe Muse parue en 1999. Il s'agit du 3e single du groupe et troisième extrait de l'album Showbiz, culminant à la 43e place dans l'UK Singles Chart.
Le titre tient son origine dans les 2 mots qui entouraient "muse" dans le dictionnaire que feuilletait le groupe, à la recherche d'un nom.
« Je peux me rappeler que l'on répétait chez Matt il y a plusieurs années de cela, raconte Christopher Wolstenholme au magazine Rip It Up en décembre 2007, et ce dernier est arrivé avec cette mélodie grincante, un peu folk, sur laquelle on a ajouté une ligne de basse, ce qui donnait un résultat assez marrant au début. Dom a commencé à jouer et on a trouvé cette rythmique tout aussi amusante ; l'ensemble final semblait bien fonctionner. On a joué ce morceau bien avant la parution de "Showbiz" ou de quelque enregistrement que ce soit, et c'était une de ces chansons que tout le monde commentait et appréciait. C'est loin d'être complexe, mais avec un riff de basse un tant soit peu "clinquant" et cette trouvaille "folky", y'avait un truc qui marchait. C'était bien loin de tout ce qu'on avait pu faire jusque-là, et sûrement le premier truc qui sortait du simple fait d’être dans un groupe de rock ».
La vidéo associée au single, réalisée par Joseph Kahn, mélange plusieurs séquences de personnes en train de pleurer dans diverses situations, ainsi que Muse eux-mêmes.

## Formats et pistes
Toutes les chansons sont composées par Matthew Bellamy

### Éditions originales(22/11/1999)
| 1. | Muscle Museum (Version Album) | 4:23 |
| 2. | Minimum                       | 2:40 |

| 1. | Muscle Museum (Version Album)      | 4:23 |
| 2. | Do We Need This                    | 4:17 |
| 3. | Muscle Museum (Version Acoustique) | 4:45 |

| 1. | Muscle Museum (Version Longue) | 5:29 |
| 2. | Pink Ego Box                   | 3:32 |
| 3. | Con-Science                    | 4:52 |

| 1. | Muscle Museum (Version Radio) | 3:17 |
| 2. | Muscle Museum (Version Album) | 4:23 |

| 1. | Muscle Museum                      | 4:22 |
| 2. | Do We Need This                    | 4:17 |
| 3. | Pink Ego Box                       | 3:32 |
| 4. | Muscle Museum (Version Acoustique) | 4:45 |

| 1. | Muscle Museum (Version Radio) | 3:17 |
| 2. | Overdue                       | 2:26 |
| 3. | Jimmy Kane                    | 3:27 |
| 4. | Muscle Museum (Version Album) | 4:23 |

### Rééditions(9/10/2000)
| 1. | Muscle Museum (Version Remixée) | 4 min 29 s |
| 2. | Escape (Version Live)           |            |

| 1. | Muscle Museum (Version Remixée)   | 4 min 29 s |
| 2. | Agitated (Version Live)           | 3 min 11 s |
| 3. | Sunburn (Timo Maas Sunstroke Mix) | 6 min 27 s |
| 4. | Muscle Museum (Vidéo Live)        | 4 min 29 s |

| 1. | Muscle Museum (Version Remixée) | 4 min 29 s |
| 2. | Sober (Saint US Mix)            | 4 min 04 s |
| 3. | Muscle Museum (Soulwax Remix)   | 4 min 45 s |